# Segno di Wasserman
Il segno di Wasserman (o segno di Lasègue inverso) è un segno medico che prevede che il paziente sia in posizione prona, l'esaminatore afferri l'arto inferiore e fletta la gamba sulla coscia ad anca estesa; la comparsa di dolore è suggestiva di un'irritazione delle radici nervose terze e quarte lombari, in particolare di un'ernia foraminale.